# Brookesia stumpffi
Brookesia stumpffi är en ödleart som beskrevs av  Oskar Boettger 1894. Brookesia stumpffi ingår i släktet Brookesia och familjen kameleonter. IUCN kategoriserar arten globalt som livskraftig. Inga underarter finns listade.